# Mother Goose Melodies
Mother Goose Melodies är en amerikansk animerad kortfilm från 1931. Filmen ingår i Silly Symphonies-serien.

## Om filmen
I filmen spelas flera klassiska stycken, bland annat Under dubbelörnen av Josef Franz Wagner.
Filmens handling kom att återanvändas i Disneys senare kortfilmer Gamle kung Kålrot som utkom 1933 och Vem är vem i Hollywood som utkom 1938.

## Rollista
- Allan Watson – kung Kålrot
- Walt Disney – Jack Horner
- Mae Questel – Bo Peep, lamm
- Marion Darlington – visslingar
- Purv Pullen – visslingar[2][3]